# Al-Munafiqun
Al-Munafiqun (arabisch المنافقون al-Munāfiqūn ‚Die Heuchler‘) ist die 63. Sure des Korans, sie enthält 11 Verse. Sie wurde in Medina verkündet und schildert die schwere Belastung, der das Leben der Gemeinde durch die Haltung der Heuchler ausgesetzt ist.
Im ersten Vers sprechen die namensgebenden Heuchler vor Mohammed den zweiten Teil des Glaubensbekenntnisses aus, wobei es sich jedoch in ihrem Fall um ein bloßes Lippenbekenntnis handelt. Als Beispiel für einen solchen Heuchler wird 'Abd Allah ibn Ubayy angegeben, der eine führende Stellung bei den Banu Chazradsch hatte. Er trat zwar nach der Ankunft Mohammeds in Medina zum Islam über, wird aber trotzdem als Widersacher des Propheten angesehen. Er hatte eine stattliche Figur und verfügte über eine hohe Redekunst, so dass Mohammed ihm gerne zuhörte. Der Koran vergleicht jedoch in Vers 4 seine Rhetorik mit unnützen Brettern, die aussortiert und an die Wand angelehnt werden. Die Heuchler stützen sich auf ihre Macht und wollen die Schwächeren, nämlich Mohammed und seine Gemeinde, aus Medina vertreiben. Sie werden zu Spenden aufgerufen, bevor sie vom Tod ereilt werden.